# Huan xi popo qiao xifu
Huan xi popo qiao xifu (八星報喜賜良緣S), noto anche con il titolo internazionale Happy Mother-in-Law, Pretty Daughter-in-Law, è una serie televisiva cinese del 2010.

## Trama
Ma Ling-long desidera che i suoi tre figli trovino la migliore moglie possibile, ossia una donna colta, intelligente e di buona estrazione, e di conseguenza cerca di presentarli a delle "candidate" ideali. Contrariamente a quanto si aspettava, il figlio maggiore Chang-sheng, si innamora di Manguan, una ragazza con le mani bucate; il secondogenito, Chang-huan, si innamora di Jinyu, una ex-detenuta, e infine il terzogenito Chang-jun si innamora di una ragazza che ha tre anni più di lui, Baije. Ling-long decide allora di fare buon viso a cattiva sorte, e di fare in modo che i tre matrimoni riescano a funzionare.